# Heinz Leonhard (Politiker)

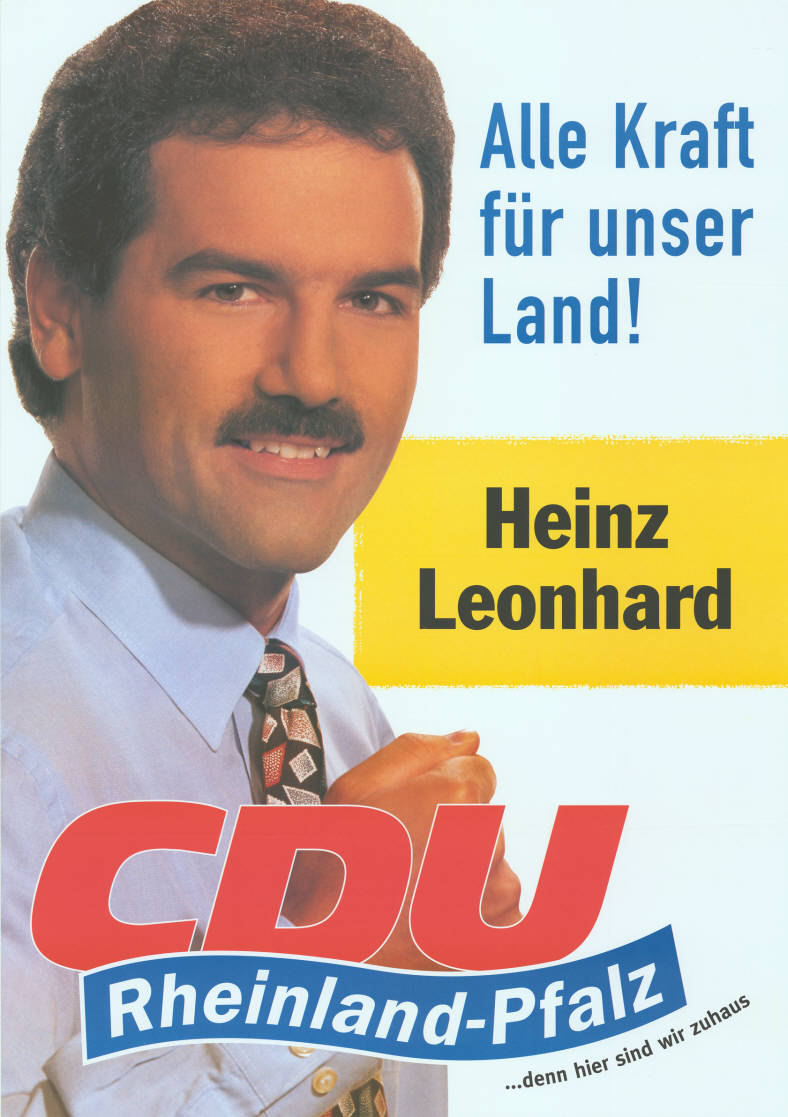
Heinz Leonhard auf einem Wahlplakat zur Landtagswahl 1996

Heinz Leonhard (* 15. Dezember 1958 in Pleisweiler-Oberhofen) ist ein deutscher Politiker der CDU.

## Leben und Werdegang
Leonhard begann 1973 bei der Verbandsgemeindeverwaltung in Bad Bergzabern. Neben der Ausbildung besuchte er zunächst die Berufsschule in Landau, danach die Zentrale Verwaltungsschule Rheinland-Pfalz, wo er in den mittleren Dienst aufstieg. An der Fachhochschule für öffentliche Verwaltung Rheinland-Pfalz erhielt er schließlich die Berechtigung für den gehobenen Dienst sowie den Abschluss als Diplom-Verwaltungswirt. Bis zum Einzug in den Landtag war er in der Verwaltung in Bad Bergzabern tätig, zuletzt leitete er die Bauabteilung.

## Politik
Seit 1982 ist Leonhard Mitglied der CDU, in der er einige Jahre lang den Vorsitz des Ortsvereins Pleisweiler-Oberhofen und des Verbandes der Verbandsgemeinde Bad Bergzabern übernahm. Er war zudem Mitglied des Ausschusses für öffentlichen Personennahverkehr im Kreistag des Landkreises Südliche Weinstraße. Bei den Landtagswahlen 1996 erhielt Leonhard ein Mandat im rheinland-pfälzischen Landtag, das er eine Wahlperiode lang bis 2001 ausübte.